# Amber Patiño
Amber Patiño (* 23. Juni 2001 in Louisville, Kentucky) ist eine US-amerikanische Schauspielerin und Sängerin.

## Leben
Patiño wurde am 23. Juni 2001 in Louisville geboren. Sie debütierte 2015 in einer Episode der Fernsehserie Kids Get Real als Schauspielerin. 2016 folgten Mitwirkungen in insgesamt drei Kurzfilmen. 2017 spielte die weibliche Hauptrolle der Chloe im Familienfilm Jurassic School und war anschließend im selben Jahr noch in den Kurzfilmen One in Deep, Let Things go und Pearl: A Fashion Film by Brandon Jameson zu sehen. 2018 spielte sie in drei Episoden der Fernsehserie The First die Rolle der Amanda Ingram. 2023 spielte sie im Episodenhorrornfilm Pendulum die weibliche Hauptrolle der Olivia Easty im Kapitel Miss Rosewood.
Seit 2018 ist Patiño auch als Sängerin tätig und veröffentlichte im Label Fresh Goods Music die Single Supernova. Seit 2021 veröffentlicht sie im Label Tree Sap Sounds in unregelmäßigen Abständen neue Lieder.

## Filmografie (Auswahl)
- 2015: Kids Get Real (Fernsehserie, Episode 1x04)
- 2016: One in (Kurzfilm)
- 2016: Marty: A Wild West Neverland (Kurzfilm)
- 2016: The Lay of Lancaster (Kurzfilm)
- 2017: Jurassic School
- 2017: One in Deep (Kurzfilm)
- 2017: Let Things go (Kurzfilm)
- 2017: Pearl: A Fashion Film by Brandon Jameson (Kurzfilm)
- 2018: The First (Fernsehserie, 3 Episoden)
- 2019: Love Is the Only River (Kurzfilm)
- 2019: CatFest (Kurzfilm)
- 2023: Safe Place (Kurzfilm)
- 2023: Pendulum
- 2023: The Vigilante

## Diskografie (Auswahl)
Singles
- 2018: Supernova, Label: Fresh Goods Music, Veröffentlichungsdatum 12. Oktober 2018
- 2021: Influencer’s Birthday Party, Label: Tree Sap Sounds, Veröffentlichungsdatum 30. Mai 2021
- 2021: Photoshoppable, Label: Tree Sap Sounds, Veröffentlichungsdatum 21. Juni 2021
- 2023: HHH, Label: Tree Sap Sounds, Veröffentlichungsdatum 31. Dezember 2023